# Skiippagurra
Skiippagurra är en by i Tana kommun i Finnmark fylke i norra Norge. Orten ligger på östra sidan av Tana älv, där fylkesväg 895 ansluter mot Europaväg 6 och Europaväg 75.